# 莉西安娜·普鲁
莉西安娜·普鲁（英語：Lysianne Proulx；1999年4月17日—），加拿大女子足球运动员，司职守门员，目前效力于尤文图斯足球俱乐部和加拿大国家女子足球队。她曾代表加拿大参加2024年夏季奥林匹克运动会女子足球比赛。